# Национальная библиотека Гондураса
Национальная библиотека Гондураса имени Хуана Рамона Молины — центральная библиотека Гондураса, содержит более 40000 томов. Её основал доктор Антонио Рамон Вальехо Бустильо, спонсорами выступили президент Гондураса Марко Аурелио Сото и генеральный секретарь Рамон Росы.

## Описание
Национальная библиотека Гондураса является государственным учреждением, находится в управлении Министерства культуры, искусства и спорта. Основная цель состоит в сборе, каталогизации, классификации, сохранении и распространении всей документальной продукции, опубликованной в стране и за рубежом.
Она основана 27 августа 1880 года администрацией Марко Аурелио Сото по соглашению от 11 февраля с бюджетом в 1000 песо.
13 января 2009 года Родольфо Пастор Фаскелле, занимавший пост государственного секретаря в Министерстве культуры, искусства и спорта, переименовал библиотеку в честь гондурасского поэта Хуана Рамона Молины. Директор библиотеки отметил:
Имя Хуана Рамона Молина — лучшее, что было выбрано для главного центра чтения в стране Центральной Америки. […] также объявили имена, которые с этого момента будут носить разные залы и галерея Национальной библиотеки: читальные залы гондурасской литературы, детские комнаты, портретные залы, старый фонд и картинная галерея будут носить имена гондурасских интеллектуалов Клементины Суарес, Антонио Рамона Вальехо, Рубена Берриоса, Анибаля Круса и Эсекьеля Падильи, а зал иностранной литературы был назван в честь кубинского поэта Хосе Марти.
Главный офис библиотеки расположен в старой национальной типографии. Первоначально в этом здании с 1780 по 1826 год находился Королевский Дом Спасения, затем с 1830 года в помещении проходили заседания Национального конгресса, с 1859 по 1876 год оно служило казармой, а позже в 1898 году была открыта национальная типография.
В настоящее время библиотекой руководит гондурасский писатель Эдуардо Бэр.